# 최대 원리
해석학에서, 최대 원리(最大原理, 영어: maximum principle)는 조화 함수가 극대점을 갖지 않는다는 정리다. 조화함수 말고도, 특정 타원형·포물형 편미분 방정식의 해에 대해서도 성립한다.

## 정의
연결 열린집합 {\displaystyle D\subset \mathbb {R} ^{n}} 위의 조화 함수 {\displaystyle f\colon D\to \mathbb {R} }가 극대점을 갖는다고 하자. 즉, 다음 성질을 만족시키는 점 {\displaystyle x_{0}\in D} 및 근방 {\displaystyle N\ni x_{0}}이 존재한다고 하자.
{\displaystyle \sup _{N}f\leq f(x_{0})}
그렇다면 {\displaystyle f}는 상수 함수이다.

### 호프 최대 원리
연결 열린집합 {\displaystyle D\subset \mathbb {R} ^{n}} 위의 {\displaystyle C^{2}} 함수 {\displaystyle f\colon D\to \mathbb {R} }가 다음과 같은 꼴의 미분 부등식을 만족시킨다고 하자.
{\displaystyle A^{ij}(x)\nabla _{i}\nabla _{j}f(x)+b^{i}(x)\nabla _{i}f(x)\geq 0}
여기서 {\displaystyle A}는 국소적으로 균등 양의 정부호인 대칭 행렬이며, {\displaystyle A}와 {\displaystyle b}의 성분들은 모두 국소 유계이다. 만약 {\displaystyle u}가 {\displaystyle x\in D}에서 최댓값을 갖는다면, {\displaystyle u}는 상수 함수이다. 이를 호프 최대 원리(영어: Hopf maximum principle)라고 한다.

## 같이 보기
- 최대 절댓값 원리